# 321省道 (安徽省)
安徽省道321，是安徽省省道之一，其中池河至长丰段原属 乌曹路。 321省道起于滁州市来安县半塔镇，沟通 宁洛高速、 京福线、 101省道和 京台高速，终于合肥市长丰县水湖镇。途经来安县、定远县、长丰县。